# يان مريديث
يان مريديث (بالإنجليزية: Ian Meredith)‏ هو طبيب قلب أسترالي، ولد في 8 نوفمبر 1956 في ملبورن في أستراليا.